# Зонтичный усач
Зонтичный усач, или травяной цилиндротелый усач (Phytoecia cylindrica) — вид жесткокрылых из семейства усачей.

## Распространение
Распространён почти во всей западной части Палеарктики.

## Описание
Жук длиной от 6 до 14 мм. Время лёта с апреля по август.

## Развитие
Жизненный цикл длится один год. Кормовыми растениями являются разные виды травянистых.